# Maupertuis
Maupertuis – miejscowość i gmina we Francji, w regionie Normandia, w departamencie Manche.
Według danych na rok 1990 gminę zamieszkiwało 131 osób, a gęstość zaludnienia wynosiła 24 osoby/km² (wśród 1815 gmin Dolnej Normandii Maupertuis plasuje się na 755. miejscu pod względem liczby ludności, natomiast pod względem powierzchni na miejscu 844.).